# Cristatogobius gobioides
Cristatogobius gobioides é uma espécie de peixe da família Gobiidae e da ordem Perciformes.

## Morfologia
- Os machos podem atingir 10 cm de comprimento total.[4][5]

## Habitat
É um peixe de clima subtropical e demersal.

## Distribuição geográfica
É encontrado no Oceano Pacífico ocidental: desde Queensland até à costa central de Nova Gales do Sul (Austrália).

## Observações
É inofensivo para os humanos.